# Апстрактна уметност
Апстрактна уметност, или апстракција (лат. abstractus [од abstrahere, одн. апстраховати] — одвојен, сажет, извучен), уметност која не приказује видљиву стварност природе, него су јој једини садржаји ликовни елементи, линија, раван или облик, боја, површина или маса. Израз апстрактан схваћен као нешто одвојено од природе увек је био предмет спора, можда због импликације да „апстраховати” нешто значи умањити га или унизити. Музика и архитектура су одувек сматране апстрактним уметностима док су, у класичној традицији, сликарство и вајарство замишљене као уметности подражавања (мимезис). Најмање од половине 19. века уметници су се свесно или несвесно кретали ка концепцији сликарства као ентитета по себи, а не као имитације нечег другог. Невоља с речју „апстрактан” као изразом за уметност која не представља природу је у томе што се она без разлике користила за сву уметност у којој је предмет подређен или искривљен да би се нагласила пластична или изражајна средства. Тај израз се понекад прилично широко примењује на извесне фовистичке и кубистичке слике, на којима предмет није предоминантан, као и на неке кубистичке скулптуре. Међутим, све док постоји ма и најмањи остатак предмета који се може препознати — апстрактан није заправо беспрекорна ознака. Кубизам може да буде на путу ка апстракцији, али сам по себи није апстрактан. Штавише, двојица главних представника кубизма, Пикасо и Брак, никада у свом делу нису одустали од везе са предметном стварношћу.
Улагани су различити напори да се нађе погодније име за талас неимитативних слика и скулптура које су стваране у 20. веку. Тео ван Дусбург је 1930. предложио термин „конкретан”, а израз „непредметан” се увелико користи за апстракцију Мондријана и његових следбеника. Међутим, није нађена никаква стварно задовољавајућа замена и чини се да нема разлога зашто се израз „апстрактан” и даље не би користио.
Апстрактна или непредметна уметност се веже за субјективно, емотивно и рационално уметничко изражавање, које не следи природне законе боје, текстуре, облика и простора. Било да се ради о сликарству, графици и вајарству или некој другој уметничкој форми, уметник овде изражава себе слободним коришћењем линија, ликова, боје, текстуре или облика и простора. Уношење геометријских ликова (у сликарству) и облика (у вајарству) је у вези са „рационалним“ непредметним уметничким изражавањем.
Апстрактна или непредметна уметност је правац који је настао на почетку 20. века, око 1910. године када се развила фотографија и сликар се све више удаљава од интерпретације и репродукције природног света и природе. Говори се о непредметној уметности и апсолутном сликарству.
Међу сликаре који припадају овом правцу спадају Франсис Пикабија (1879—1953 ) као и Рус Василиј Кандински (1866—1944 ) који је своју прву апстрактну слику насликао 1911. године и ако се данас сумња да је ову слику предатирао. Први сликари апстрактног сликарства сматра се да су били Михаил Ларијонова (1881—1964 ) као и сликар под утицајем кубизма Робер Делонеа (1885—1941 ) а такође и чешки сликар Франтишек Купка (1871—1957 ). Затим сликар Швајцарског порекла Паул Кле (1879—1940) и Холанђанин Пит Мондријан (1872—1944 ). Једна икона апстрактног сликарства јесте Казимир Маљевичева (1878—1935 ) слика из 1913. године на којој је представио црни квадрат на белој позадини. После овога је апстракција добила нове облике.
Почетни апстрактни уметнички језик се с једне стране развија на искуству фовиста и експресиониста, чији израз доминира снага контраста и жива боје, а с друге на искуству кубизма Пикаса и Брака којим доминира једна геометријска организација композиције и где је боја у служби форме.

## Карактеристике
Апстрактна уметност је уметност у којој се не појављују препознатљиве сцене и предмети. Највећи део декоративне уметности би се тако могао прогласити апстрактним, ипак, појам је ознака за дела сликарства и вајарства која имају мало или никакве везе са препознатљивим видљивим светом.
Апстрактна уметност у том смислу је настала и постигла свој издвојени идентитет у деценији од 1910-20. године, и сматра се најважнијим развојем ране модерне уметности 20. века.
Типови апстрактне уметности се разликују, али се препознају одређене основне тенденције. Године 1936. Алфред Х. Бар, „ризикујући да исувише поједностави ствари”, поделио је апстракцију у две основне струје: прву, коју представља Казимир Малевич, описао је као „интелектуалну, структуралну, архитектонску, геометријску, праволинијску и класичну у оскудности израза и зависности од логике и прорачунатости”; и другу, коју представља Василиј Кандински, као „интуициону, или емоционалну уместо интелектуалну; органске или биоморфне форме уместо геометријских; криволинијску уместо праволинијску, декоративну уместо структуралну, и романтичну уместо класичну у њеној егзалтацији мистичног, спонтаног и ирационалног ”. Међутим, постоје одређени проблеми у овој подели. Употреба геометријских форми може бити одређена и интуицијом и разумом у исто време, а ефекат једног наизглед спонтаног израза може бити унапред прорачунат.
Узевши у обзир праксу апстрактне уметности од времена Баровог писања, могуће је идентификовати више различитих карика: (1) редуковање природних појава и ствари на радикално поједностављене форме, као у вајарству Константина Бранкушија (једно значење глагола abstract је сажети и концентрисати); (2) конструкција уметничких дела од непредметних основних форми, често простих геометријских ликова, као у рељефима Бена Николсона, или више различитих криволинијских елемената као у делу Ханса Арпа, а касније и Кандинског; (3) гестуална експресија као у акционом сликарству Џексона Полока; (4) занимање за визуелне или физичке квалитете материјала и процеса као код сликара текстура Антонија Тапијеса или у случају минималиста Роберта Рајмана и Март Вири; (5) уметност потпуно зависна од снаге чисте боје, попут касног дела Анрија Матиса, у сликарству поља боје Марка Ротка, или постсликовној апстракцији Мориса Луија и Кенета Ноланда; (6) сликарство које сугерише чисту светлост, простор и атмосферу без указивања на било који специфичан предмет, које су практиковали париски сликари 1950-их, међу којима се истиче Жан Базен.
Неким уметницима и критичарима се уопште не свиђа појам „апстрактна” (Арп, на пример, га је презирао, инсистирајући на изразу „конкретна”), али алтернативе које се њима свиђају попут, „непредметна”, „нерепрезентациона”, или „необјективна”, мада можда прецизније, у пракси су често веома компликоване за употребу.
- уопште апстракција је непредметна уметност без представљања природних слика

Постоје два правца:
- Експресивна апстракција употребљавана од Василија Кандинског и пријатеља

Типичне су меке форме и текући прелази
Овај правац се још назива и лирска апстракција
Дело Василија Кандинског, као и његов теоријски и критички рад, је од велике заслуге за настанак и развој лирске апстракције. Између 1910. и 1912. године, Кандински је развио нови апстрактни језик, који се базирао на осећањима и поетском изражавању, чији су коријени били већ усађени у идеје групе експресиониста из Минхена, Плави јахач, чији је активни члан био и сам Кандински. а у Француској, Робер Делоне...
- Геометријска апстракција остварена од пре свега супрематисте Казимира Малевича, покрета Де Стијл од стране Тео ван Дусбурга и Пит Мондријана.

Типичне су геометризоване форме у једном тону боје са јасним ивицама.
Најбоље слике Пита Мондријана су квадрати основних боја (плаво, црвено, жуто и бело) оивичени црном контуром, односно композиције у којима испитује естетске квалитете ових боја и утисак који њихови аранжмани остављају на посматрача.
Типичне су геометријске форме у једном тону боје са јасним ивицама.
У самом почетку развоја апстрактне уметности, уметници су кренули од природе, да би се постепено удаљавали од природних форми и почели да користе нефигуративне, елементарне ликовне елементе као суштину композиције. Разлика између чисте апстракције и првих дела нефигуративне уметности нису уочљиве на први поглед и сваки покушај њиховог разликовања је чисто теоријског значаја. Оба концепта су створила нова подручја естетских покушаја, те се изражавања на овом подручју настављају до данас. Појам „нефигуративан“ не треба схватити као да уметник није у контакту са објективном стварношћу, јер уметник увек комуницира са стварношћу, али је резултат те комуникације у овом случају нефигуративна представа.
У периоду између 1910. и 1918. године, идеја о потпуном елиминисању природе из уметности, постала је главна преокупација уметника читаве Европе. Полазећи, углавном, од Пикасових покушаја, уметници су истраживали чисту апстракцију у два правца. Неки, као руски сликар Кандински, више су били окренути емоционалном и сензуалном експресионизму који је касније утицао на америчке експресионисте, друге као Мондријана, више је заокупљала хладна прецизност геометријског аранжмана композиције.
Најпознатија дела Кандинског карактеришу снажни ритмови и слободне биоморфне површине у којима се осјећа посебна спонтаност. Иако је то тешко уочљиво, слике Кандинског су настајале из специфичних услова. Уметник је увек покушавао да интерпретира свој одговор на те околности у смислу чистог визуелног језика не поштујући њихов спољашњи изглед. Слободан и директан начин рада Кандинског је у суштини романтичан. Он апелује на чисту емоцију и да би посматрач био у стању да разуме његова дела, мора имати искуства сличним онима које су мотивисала уметника. Касније, када је почео да ради у Баухаусу (архитектонска школа која је наглашавала јединство свих уметности, архитектуре, примењених и лепих уметности), његова дела почињу показивати утицај геометријске апстракције која је била преокупација неких од уметника те школе.
Најпознатији представник геометријске апстракције је Холанђанин Пит Мондријан. Као и Кандински Мондријан је заинтересован за чисте елементе ликовне форме, али за разлику од Кандинског, његове форме су рационални, геометријски ликови као и сам аранжман композиције. Мондријаново сликарство је неемоционална рационализација линије, површине, валера и боје, дотјерана до максималне геометријске и оптичке чистоће. У оваквим делима значење или садржај је утврђен прецизним односима у композицији. У почетку, овај начин, или стил сликарства (геометријска апстракција) је изгледао стерилан и празан многим уметницима и критичарима, али су и једни и други осјетили његов значај и богатство у могућностима које је пружао, те је врло брзо мноштво уметника пало под његов утицај тако да су противници геометријске апстракције постали мањина.

## Историја апстрактне уметности
Након нешто више од века – трансформација и противречности – апстрактна уметност, упркос њеног данашњег универзалног присуства, још увек за собом повлачи одређене историјске и естетске проблеме које, без обзира на дужину и објективност анализе, није могуће избећи. Архитектура и музика су наравно прихваћене као апстрактне уметности, док се поезија, сликарство и вајарство још увек сматрају уметностима представљања. Је ли ово традиционално разликовање одрживо, или све уметности подједнако могу тражити ону исту унутрашњу аутономију као што је случај с музиком и архитектуром.

### Сликарство
Апстрактно сликарство се изгледа родило из жеље да буде своје на свом у такмичењу са сугестивном снагом музике, као што је случај у делу Василија Кандинског, или са формалистичким идеалом архитектуре, као што је био циљ Пита Мондријана. Појам „апстрактна” је сам по себи погрешан и отворен за расправу. „Називам апстрактном уметношћу”, казао је Мишел Сефор, један од водећих интерпретатора покрета, „било коју уметност која у себи не садржи референцу или евоцирање стварности, без обзира да ли је та стварност била уметникова полазишна тачка”. Ова ограничена разлика се поклапа с два дискретна историјска периода апстрактне уметности: једним почетним периодом од 1910. до 1916. године, где је апстракција представљена као врхунац једног антинатуралистичког процеса, и другим који почиње 1917. године покретом Д Стел који још увек присутан, где је апстракција пер се од самог почетка један апсолутни принцип. Највероватније би било пожељно искористити појам „апстрактна” за први, а „нефигуративна” за други период.
Први свесни апстрактни акварел Кандинског је настао 1910. године. У исто време је написао своје основно теоријско дело, О духовном у уметности, сматрано естетичком одбраном његове нове стваралачке оријентације и једним од кључних дела апстрактне уметности. Стваралачки замах Кандинског је из визуелног искуства, али је у музици открио законитости своје естетике. Занимљиво је да је своје скице назвао Импровизације а довршена дела Композиције. Чешки сликар Франтишек Купка је 1912. године такође изложио апстрактне слике директно инспирисане у музици: Фуга у црвеној и плавој, Топла хроматика, итд. Купка је био претходник музикалиста, сликара који су 1920. године створили групу око Шарл Блан-Гетија и Анри Валенсија (1883–1960). Други пионир апстракције је био Френсис Пикабија, чије је дело Гума (Caoutchouc; у техници акварела и гваша на папиру) из 1909. године, већ нефигуративног карактера. Роберт Делоне, оснивач орфизма, је такође истицао лирске потенцијале чисте боје све до тачке апстракције. Боја, рекао је он, је и „форма и субјект”. Инспирисани његовим примером, амерички сликари Морган Расел и Стентон Макдоналд Рајт основали су 1913. године синхронистички покрет упоредо у Паризу и Минхену. Али, од 1913. године било је то у Русији где су границе апстрактне уметности систематски истраживане, у рајонизму Михаила Ларионова и Наталије Гончарове, новом објективизму Александра Родченка и супрематизму Казимира Маљевича. У ствари, највећи број пионира апстрактне уметности су били руског порекла.
Друго поље ширења апстрактне уметности је била Холандија, где су, 1917. године, и као супротност органској и лирској тенденцији која је ушла у дело Кандинског преко фовизма и експресионизма, Мондријан и покрет Де Стијл (Тео ван Дусбург, Барт ван дер Лек) дали форму интелектуалној и геометријској тенденцији произашлој из кубизма, правећи прелаз из „апстракције” ка „непредметном”. Мондријанов нови правац, неопластицизам, је означио напуштање апстракције у корист апсолутних пластичних међувеза, и идући ка чистоћи и универзалности математике. Скоро у исто време, одређени број уметника из Цириха, укључујући Ханс Арпа и Софи Тобе-Арп, су почели да истражују могућности слободних и ирационалних форми кроз које је дада дала свој суштински допринос апстрактној уметности. У Фиренци, око 1915. године, Алберто Мањели је створио серију строго апстрактних слика са изразито плошним бојама јаког тоналитета.

## Уметници који су припадали овом правцу
- Жан Арп (1887—1966)
- Ђакомо Бала (1871—1958)
- Робер Делоне (1871—1956)
- Лајонел Фајнингер (1871—1956)
- Ханс Хартунг (1904—1989)
- Василиј Кандински (1866—1944)
- Паул Кле (1879—1940)
- Казимир Маљевич (1878—1935)
- Франтишек Купка (1871—1957)
- Михаил Ларијонов (1881—1964)
- Ел Лисицки (1878—1935)
- Ђоан Миро (Хуан Миро) (1893—1946)
- Ласло Мохољи Нађ (1895—1946)
- Пит Мондријан (1872—1944)
- Виктор Вазарели (1906—1997)
- Тео ван Дусбург (1883—1931)